# شو لو (بازیگر)
شو لو (چینی: 徐璐؛ زادهٔ ۲۸ دسامبر ۱۹۹۴) که با نام لولو شو (Lulu Xu) نیز شناخته می‌شود، بازیگر و خوانندهٔ اهل چین است.

## حرفه
شو لو از ۱۰ سالگی در مدارس نظامی تحصیل کرد و همین زمینه‌ساز ورود او به آکادمی هنر ارتش آزادی‌بخش خلق شد؛ جایی که در رشتهٔ نمایش تحصیل کرد. او نخستین بار به عنوان بازیگر در مجموعه رؤیای تالار سرخ در نقش نوجوانی شوئه بائوچین ظاهر شد. اما نقطهٔ عطف حرفه‌ای او با ایفای نقش ژن یورائو در سریال تاریخی محبوب همسران امپراتور در قصر رقم خورد. با اینکه شخصیت او تنها در نیمهٔ دوم مجموعه وارد داستان می‌شود، ظاهر معصوم و تازه‌اش و رابطهٔ عاشقانه‌اش با آیسین-گیورو یونشی توجه بسیاری از بینندگان را جلب کرد. شو لو در سطح بین‌المللی با ایفای نقش در مجموعه عاشقانهٔ دانشجویی یک و نیم تابستان شناخته شد. در سال ۲۰۱۵، او در فصل نخست برنامه ما عاشق شده‌ایم نسخه اقتباسی چینی از برنامهٔ تلویزیونی کره‌ای ما ازدواج کردیم شرکت کرد. زوج مجازی او با چیائو رن‌لیانگ محبوبیت زیادی کسب کرد و این محبوبیت تا زمان درگذشت چیائو در سپتامبر ۲۰۱۶ ادامه داشت.
از جمله پروژه‌های او در سال ۲۰۱۷ می‌توان به اقتباس کارگردان گوان هو از مجموعه‌کتاب‌های شبح چراغ‌قوه را خاموش می‌کند با عنوان قبر راسو اشاره کرد؛ همچنین در مجموعه فانتزی پرهزینهٔ قبیله‌ها و امپراتوری‌ها: طوفان پیش‌گویی و فیلم موزیکال جوان‌پسند روزهای درخشان ما نیز ایفای نقش کرد که برای آن، در جشنواره بین‌المللی فیلم شانگهای مورد تقدیر قرار گرفت.
در میان آثار او در سال ۲۰۱۹ می‌توان به درام تاریخی شکارچی جاسوس ساختهٔ زوج نویسنده-کارگردان شناخته‌شده لی لو و ژانگ یونگ اشاره کرد. همچنین در مجموعه تاریخی طولانی‌ترین روز در چانگ‌آن، شو لو نقش شخصیت تاریخی یانگ گویفی را بر عهده گرفت.